# Johan Carl Stiernhöök
Johan Carl Stiernhöök, född 1670 (döpt 22 januari) i Stockholm, död 28 april 1719 i Wien, var en svensk diplomat.
Johan Carl Stiernhöök var son till assessorn Olof Stiernhöök och sonson till Johan Stiernhöök. Han blev student vid Uppsala universitet 1683 och utnämndes 1704 till kommissionssekreterare i Wien, blev 1711 cargé d'affaires och var från 1716 till sin död svensk resident där. Stiernhöök kom att spela en roll i underhandlingarna rörande kejsarens medling mellan Sverige och dess fiender efter Karl XII:s hemkomst från Turkiet. Därvid uppträdde Stiernhöök synnerligen självständigt. Han ogillade Karls attityd av ömtålig värdighet och nonchalerade hans direktiv i syfte att tillmötesgå kejsaren. Detta ådrog honom både kungens och Görtz' misshag. Stiernhöök hörde till Görtz hätskaste fiender. Denne gick också bakom ryggen på Stiernhöök genom att anlita sin svåger holstein-gottorpske ministern i Wien greve H. von Reventlow i svenska diplomatiska uppdrag. Efter avslöjandet av Görtz' och Carl Gyllenborgs stämplingar med jakobiterna trädde Stiernhöök i förbindelse med dessa. 1718–1719 underhöll han en delvis hemlig korrespondens med pretendenten Jakobs premiärminister hertigen av Mar. Långt efter Stiernhööks död upptäcktes att han 1713–1718 varit avlönad av Frankrike för att ge dem information.